# 1936년 미국 대통령 선거
1936년 미국 대통령 선거는 1936년 11월 3일에 치른 미국의 대통령선거이다. 세계 공황이 8년째에 접어드는 년도에 치러진 선거이다. 현직 대통령인 민주당의 프랭클린 루스벨트는 의회와 법원을 통해 뉴딜 정책의 조항을 계속 추진하고 있었다. 당시 뉴딜 정책은 이미 상당수 법제화되어 사회 보장이나 실업 급여와 같은 정책이 대부분의 미국인에게 높은 인기를 얻고 있었다. 공화당의 대항마는 캔자스 주지사 알프레드 랜던이었으며, 정치적으로는 중도의 입장에 있었다. 일부 정치학자 중에는 접전을 예측한 사람도 있었지만, 선거 결과 루즈벨트는 선거인단 선거에서 불과 8표를 잃었을 뿐, 양당 체제가 1850년대에 시작된 이래 가장 큰 승리를 얻었다.

## 후보자 지명

### 민주당

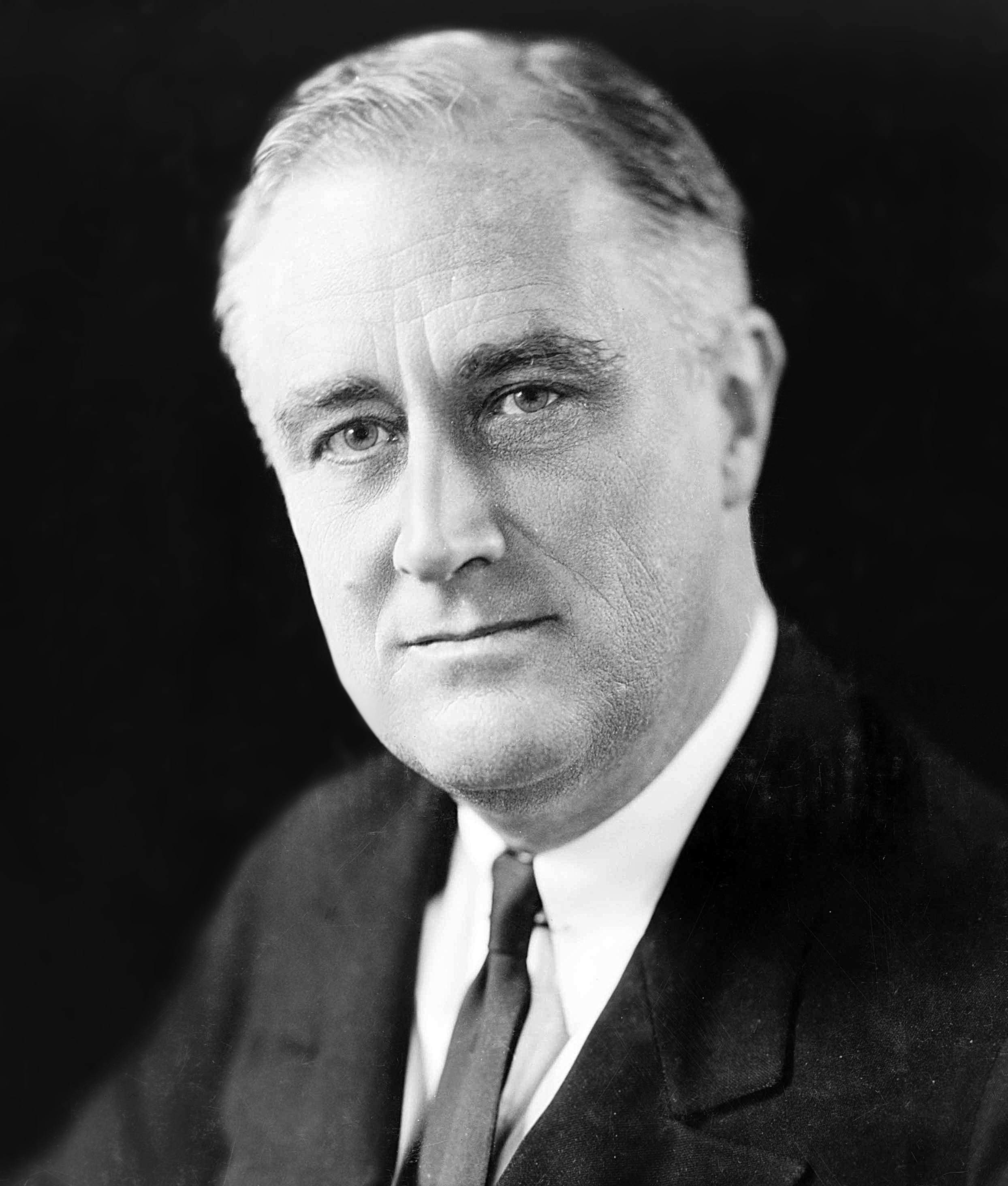
프랭클린 루즈벨트, 현직대통령, 뉴욕주출신
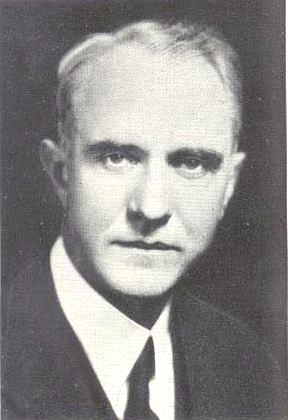
헨리 S. 브레킨릿지, 변호사, 뉴욕주 출신

루스벨트 대통령은 오직 한 사람의 대항마가 있었을 뿐이었다. 뉴욕주 출신의 반 뉴딜을 내건 변호사 헨리 S. 브레킨릿지가 4주 예비선거에서 루스벨트에 맞서 출마했다. 그러나 민주당원에게 루즈벨트의 인기는 강력했고, 브레킨릿지의 시도는 실패로 돌아가 큰 차이로 패했다. 뉴저지주에서는 루스벨트가 후보자 명단에 실려 있지 않았고, 예비 선거에서 브레킨릿지에게 졌지만 서면 투표에서 19%를 획득했다. 루스벨트를 지지하는 대의원 후보자가 뉴저지주 뿐만 아니라 다른 주에서도 압도적이었다. 다른 예비 선거를 보면 브레킨릿지가 가장 많이 득표한 것은 메릴랜드주로 15%였다. 전체적으로 루스벨트가 경선 투표 수의 93%를 획득한데 반해 브레킨릿지는 2%에 불과했다.
민주당 전당 대회는 필라델피아에서 개최되었다. 대의원들은 만장일치로 현직 대통령인 루즈벨트 대통령이 후보로, 역시 현직 부통령 존 N. 가너를 부통령 후보로 지명했다. 루즈벨트의 요청에 따라 남부에 거부권을 부여했던 3분의 2 규칙이 철폐되었다.
| 대통령            |      | 부통령     |      |
| 프랭클린 루즈벨트 | 1100 | 존 N. 가너 | 1100 |
| ----------------- | ---- | ---------- | ---- |

### 공화당

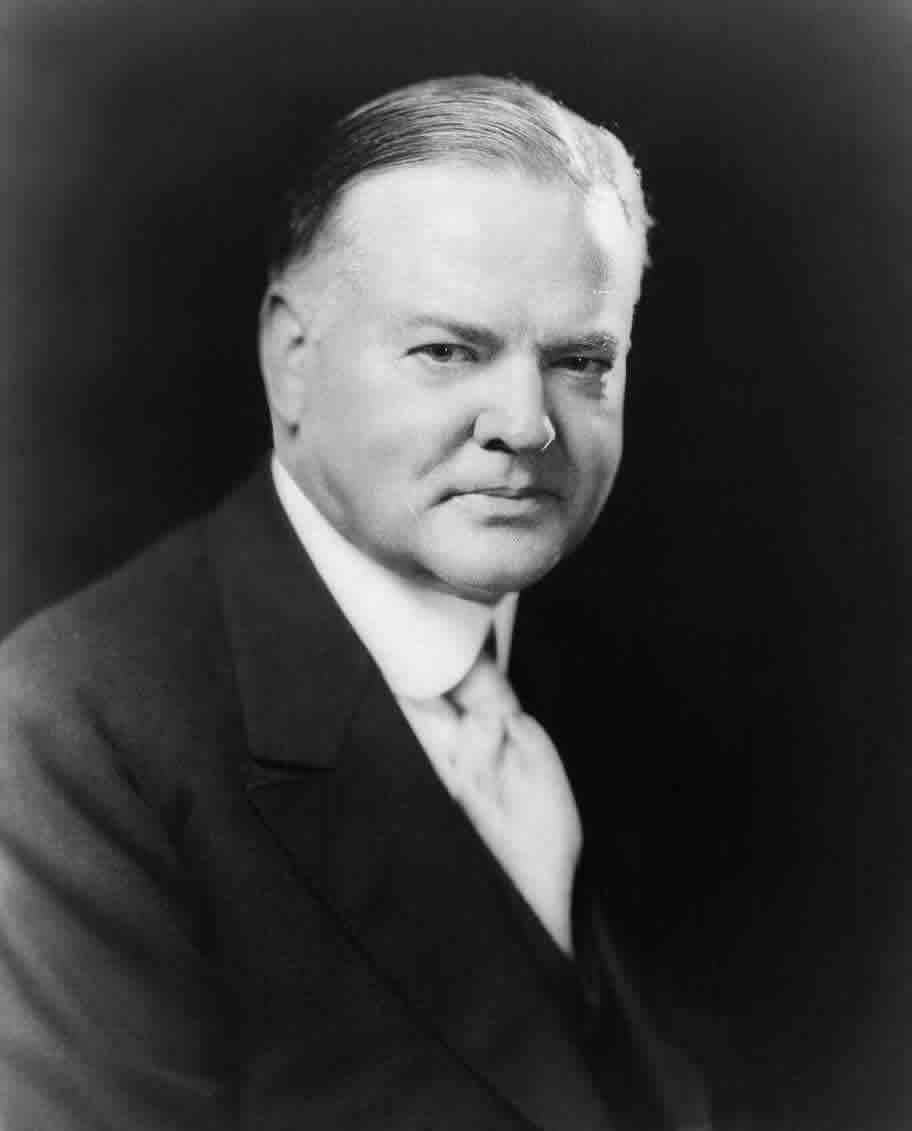
허버트 후버, 전대통령, 캘리포니아주
프랭크 녹스, 출판사장, 일리노이주
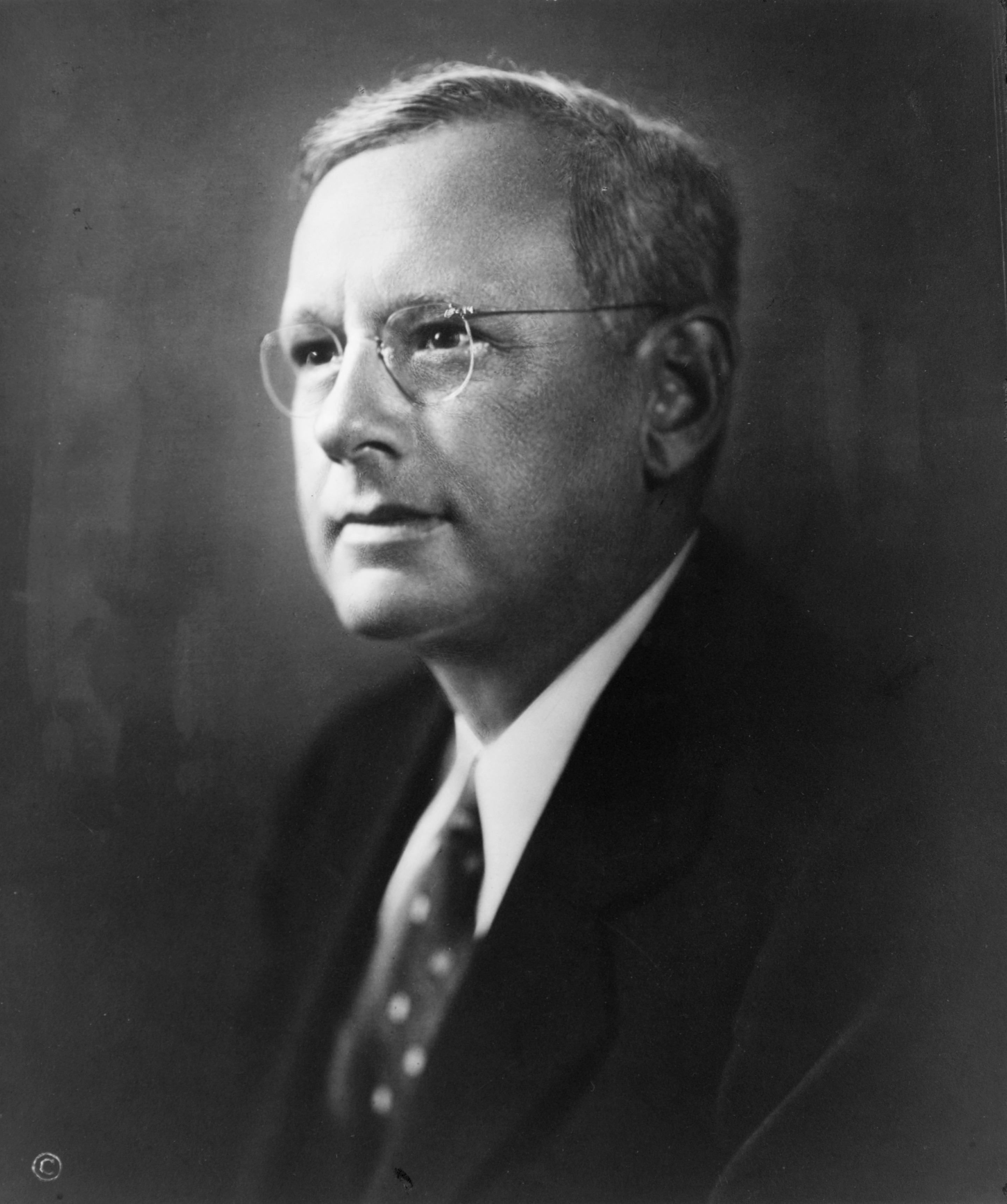
앨프 랜던, 캔자스주
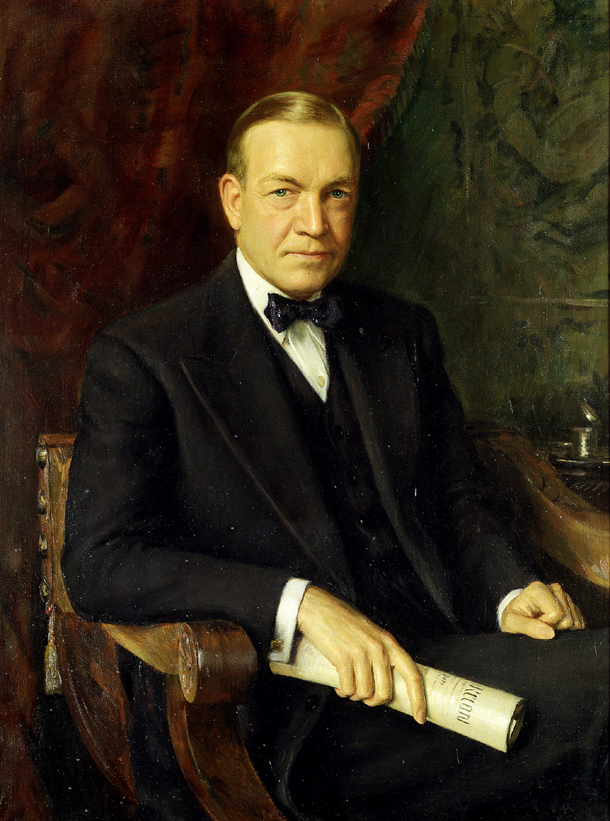
찰스 L. 맥널리, 상원원내총무, 오리건주 출신
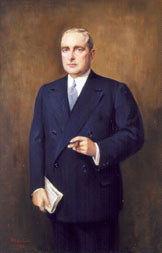
오그던 밀스 , 전미국재무부장관, 뉴욕주 출신
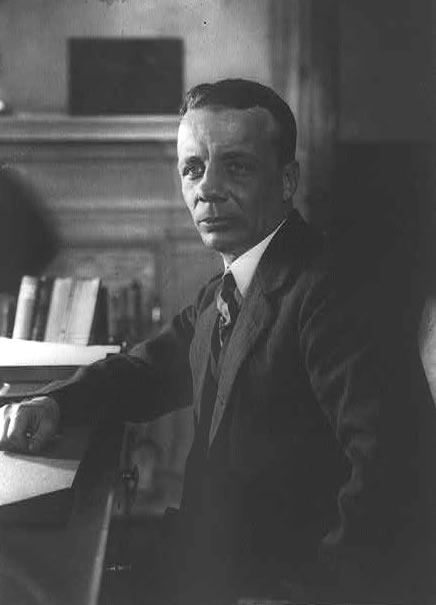
시어도어 루즈벨트 주니어, 전 필리핀군 정무장관, 뉴욕주 출신
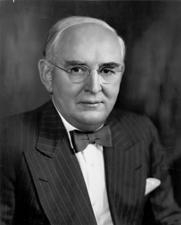
아서 반덴버그, 미시간주 상원의원
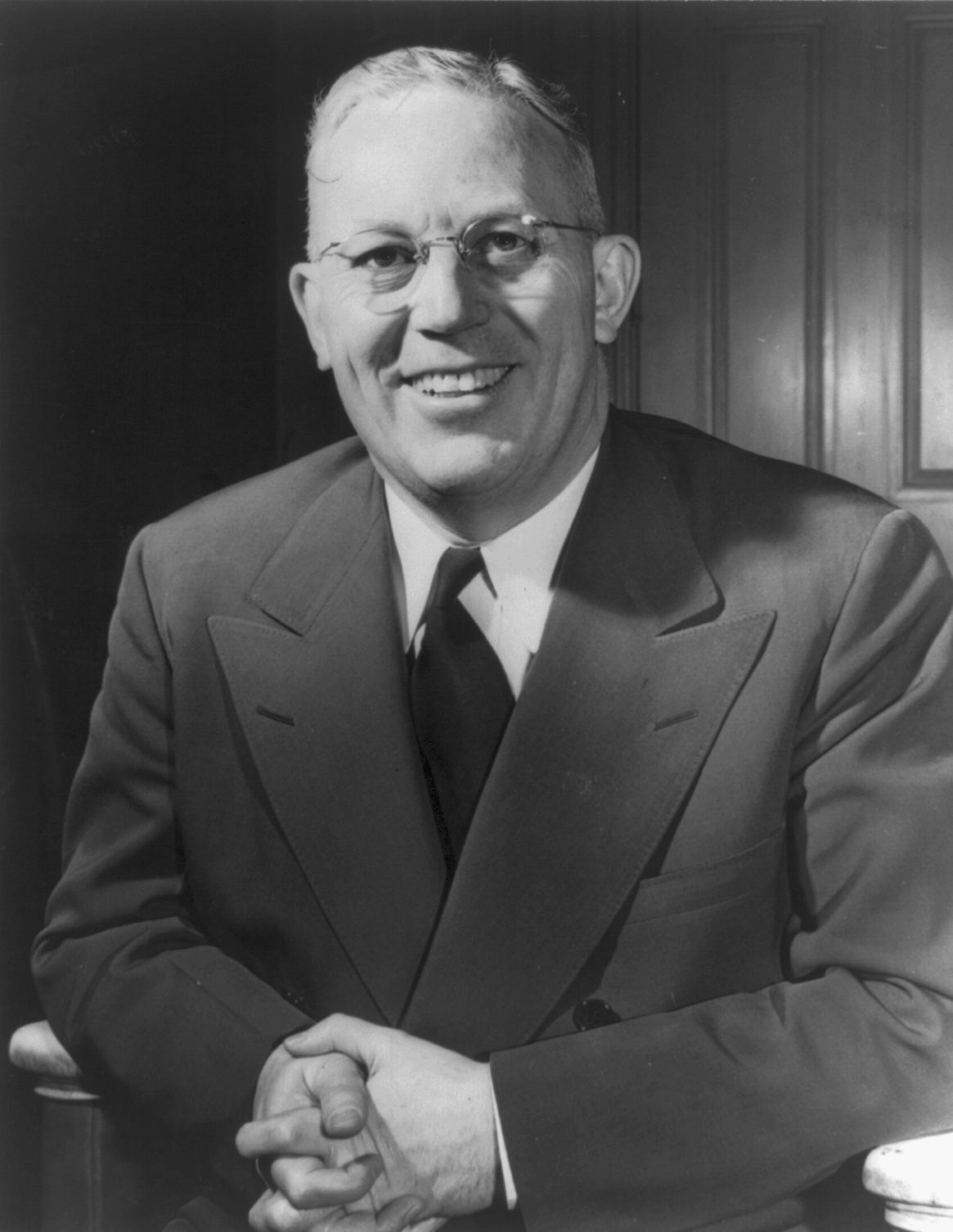
얼 워렌, 아라마다 카운티 지방검사 캘리포니아주 출신
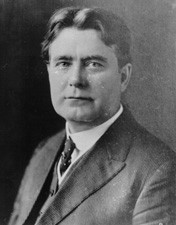
윌리엄 에드가 보아 아이다호주 미국상원 의원

- 레스터 J. 디킨슨, 아이오와주 상원의원
- 스티븐 A. 데이, 일리노이주 출신
- 웨렌 그린, 전사우스다코타주지사
- 프레 스타이와, 오리건주 상원의원
- 프랜시스 타운센드, 사회복지사, 캘리포니아주 출신

많은 후보자가 공화당 지명을 원했지만, 랜던 주지사와 보라 상원 의원이 유력 후보로 생각되었다. 녹스, 워렌, 그린, 데이는 각각의 출신 주 예비 선거에서 승리하는 한편, 진보주의자이자 ‘반역자’로 유명한 70세의 보라는 위스콘신, 네브래스카, 펜실베이니아, 웨스트버지니아주와 오리건주 예비 선거에서 승리하는 한편 녹스의 일리노이, 그린의 사우스다코타에서도 상당한 힘을 보여주고 있었다. 그러나 당의 유력자들은 대부분이 부유한 사업가이자 중도파 랜던을 밀어주어서 매사추세츠 주와 뉴저지주 예비 선거에서 승리했고 당원 집회나 주 당원 집회에서 우세했다. 녹스가 랜던의 부통령 후보가 되었고 데이, 그린 및 워렌은 그 대의원을 재량으로 한 것으로, 당대회에서의 투표는 다음과 같은 결과가 되었다.
- 알프레드 랜던 984
- 윌리엄 에드가 보라 19

### 기타 당
이 선거에서는 루이지애나주 민주당 상원 의원으로 "부의 공유"(Share Our Wealth)를 내걸고 일세를 풍미했던 휴이 롱을 제3 후보자로 추천하는 움직임이 활발했지만 역사가이자, 전기 작가인 T. 해리 윌리엄스에 따르면 롱 자신에게 대선 출마 의사는 없었던 것으로 알려져 있다. (윌리엄스에 따르면) 롱은 라디오 방송에서 인기를 얻은 가톨릭 교회의 성직자이자 반유대주의적인 포퓰리스트인 찰스 코글린 신부와 손 잡고 신당 "부의 공유" 당에서 공천으로 다른 누군가를 출마시키려 했다. 신당 후보와 루즈벨트로 좌파의 표가 갈라지기 때문에 공화당의 대통령이 선출되더라도 ‘부의 공유’의 존재감을 어필할 수 있고, 롱 자신은 4년을 기다려 1940년 대통령 선거에서 민주당 소속으로 출마하려고 했다는 것이다. "부의 공유"당 후보로는 공화당 경선에 참여했던 보라 상원 의원이나 버튼 K. 훨러 상원 의원(민주당, 몬태나 주) 또한 농민노동당의 유력 정치인이었던 플로이드 B. 올슨 미네소타 주지사가 꼽히고 있었지만, 1935년 9월에 롱이 암살되자 보라와 훨러는 제3당 출마에 관심을 잃고 올슨 지사는 말기 위암 진단을 받아서 출마를 포기했다.
코글린 신부는 롱의 아래에서 활동하고 있던 백인지상주의자로 기독교 우파의 대변자인 제럴드 L. K. 스미스와 노령 연금 제도의 창설을 주장하고 의사인 프랜시스 타운센드와 손 잡고 결성한 신당 ‘연합당’ 후보로 윌리엄 렘케 하원 의원 (공화당, 노스다코타)를 옹립했다. 렘케는 다른 가능성이 있었던 후보자에 비해 카리스마도, 명성도 없었고, 경선에서도 제대로 싸우지 못해 겨우 2%를 달성하는데 그쳤으며 연합당은 이듬해 해산했다.
워싱턴 주에서는 파시스트 활동가로 실버 군단을 이끌었던 윌리엄 더들리 펠리가 후보자 명단에 올랐지만, 2,000 표 미만의 표를 획득하는데 그쳤다.

## 일반선거
투표는 1936년 11월 3일에 이루어졌다. 이 선거는 ‘여론 조사’를 한 것으로 유명하다. 이것은 《리터러리 다이제스트》(The Literary Digest) 잡지가 독자와 잠재 독자 1000만 명에 조사표를 우송하여, 200만통을 회수한 설문지에 근거한 것이었다. 최근 5번의 선거에서 우승자를 정확히 예측했던 《리터러리 다이제스트》는 10월 31일 호에서 랜던이 선거인단표 370표를 획득해 승리하겠다고 선언했다. 이 오류의 원인은 잘못된 샘플링에 의한 것으로 생각되고 있다. 《리터러리 다이제스트》의 독자는 공화당 지지자가 많았다.
같은 해 과학적인 조사를 시작한 광고 회사 임원 조지 갤럽이 5,000명의 무작위 추출에 근거한 조사로 루즈벨트의 당선을 예측했다. 갤럽의 정확한 예측은 언론인과 실제 정치인에게 여론 조사를 중요한 요소로 인식하게 하는 계기가 되었다.
루즈벨트는 48주 중 46주에서 압승을 거두며 하원의 민주당 세력도 더 늘어났다. 선거에서 루즈벨트의 60.8%라는 득표율은 1964년의 린든 존슨을 따르는 미국 역사상 두 번째로 높은 지지율이었다. 예외적으로 1820년 미국 대통령 선거에서 제임스 먼로가 사실상 반대파가 없는 선거로 선거인단 투표 98.5%를 얻은 적이 있었지만, 1850년대 양당 정치가 확립된 이래론 당시 최고 득표율이였다. 여담으로 당시 정치학자 중에는 세계 대공황에 책임이 있다고 많은 유권자가 인정한 공화당이 곧 사라질 것으로 예측한 사람도 있었다. 그러나 공화당은 1938년 의회 선거에서 다수당은 되지 못했지만 의석을 늘리는데 성공했으며, 1952년 대통령 선거에선 다시 후보 당선을 이뤄낸다. 물론 루스벨트 집권기부터 20세기 후반까지 수십년간 상하원 선거에선 공화당이 열세를 면치 못하긴 했다.
선거인단 선거 결과 랜던은 메인과 버몬트 주에서만 승리를 거두었고, 민주당 의장 제임스 페어리는 이를 받아 "메인이 움직이면 나라가 움직인다"는 당시 전통적인 정치 격언을 "메인이 움직이면 버몬트가 움직인다"로 바꿔 부르기도 했다.

## 결과
| 대선 결과                |                  |            |            |                 |                                |                |
| 대통령 후보 출신 주      | 당               | 득표수     | 득표율     | 선거인단 득표수 | 부통령 후보 출신주             | 선거인단득표수 |
| 프랭클린 루즈벨트 뉴욕주 | 민주당           | 27,752,648 | 60.8%      | 523             | 존 N. 가너 텍사스주            | 523            |
| 앨프 랜던 캔자스주       | 공화당           | 16,681,862 | 36.54%     | 8               | 프랭크 녹스 일리노이주         | 8              |
| 윌리엄 렘케 노스다코타   | 연합당           | 892,378    | 1.95%      | 0               | 토마스 오브라이언 매사추세츠주 | 0              |
| 노먼 토머스 뉴욕주       | 미국사회당       | 187,910    | 0.41%      | 0               | 조지 넬슨 위스콘신주           | 0              |
| 얼 브라우더 캔자스주     | 미국공산당       | 79,315     | 0.17%      | 0               | 제임스 W. 포드 펜실베이니아주  | 0              |
| D. 레이 콜빈 뉴욕        | 금주당           | 37,646     | 0.08%      | 0               | 클라우드 왓슨 캘리포니아       | 0              |
| 존 에이컨 코네티컷주     | 사회주의노동자당 | 12,799     | 0.03%      | 0               | 에밀 테이처트 뉴욕             | 0              |
| 기타                     | -                | 3,141      | 0.0%       | 0               | -                              | 0              |
| 합계                     | 합계             | 45,647,699 | 100%       | 531             | -                              | 531            |
| 선출필요수               | 선출필요수       | 선출필요수 | 선출필요수 | 266             | -                              | 266            |

#### 주별 결과
|                     |          | 프랭클린 루스벨트 민주당 | 프랭클린 루스벨트 민주당 | 프랭클린 루스벨트 민주당 | 알프레드 랜던 공화당 | 알프레드 랜던 공화당 | 알프레드 랜던 공화당 | 윌리엄 렘케 연합당 | 윌리엄 렘케 연합당 | 윌리엄 렘케 연합당 | 기타              | 기타              | 기타              | 주합계     | 주합계 |  |
| ------------------- | -------- | ------------------------ | ------------------------ | ------------------------ | -------------------- | -------------------- | -------------------- | ------------------ | ------------------ | ------------------ | ----------------- | ----------------- | ----------------- | ---------- | ------ |  |
| 주                  | 선거인표 | #                        | %                        | 선거인표                 | #                    | %                    | 선거인표             | #                  | %                  | 선거인표           | #                 | %                 | 선거인표          | #          |        |  |
| 앨라배마주          | 11       | 238,136                  | 86.4                     | 11                       | 35,358               | 12.8                 | -                    | 551                | 0.2                | -                  | 1,639             | 0.6               | -                 | 275,244    | AL     |  |
| 애리조나주          | 3        | 86,722                   | 69.9                     | 3                        | 33,433               | 26.9                 | -                    | 3,307              | 2.7                | -                  | 701               | 0.6               | -                 | 124,163    | AZ     |  |
| 아칸소주            | 9        | 146,765                  | 81.8                     | 9                        | 32,039               | 17.9                 | -                    | 4                  | 0.0                | -                  | 615               | 0.3               | -                 | 179,423    | AR     |  |
| 캘리포니아주        | 22       | 1,766,836                | 67.0                     | 22                       | 836,431              | 31.7                 | -                    | 후보자명단에 없음  | 후보자명단에 없음  | 후보자명단에 없음  | 35,615            | 1.4               | -                 | 2,638,882  | CA     |  |
| 콜로라도주          | 6        | 295,021                  | 60.4                     | 6                        | 181,267              | 37.1                 | -                    | 9,962              | 2.0                | -                  | 2,434             | 0.5               | -                 | 488,684    | CO     |  |
| 코네티컷주          | 8        | 382,129                  | 55.3                     | 8                        | 278,685              | 40.4                 | -                    | 21,805             | 3.2                | -                  | 8,104             | 1.2               | -                 | 690,723    | CT     |  |
| 델라웨어주          | 3        | 69,702                   | 54.6                     | 3                        | 57,236               | 44.9                 | -                    | 442                | 0.4                | -                  | 223               | 0.2               | -                 | 127,603    | DE     |  |
| 플로리다주          | 7        | 249,117                  | 76.1                     | 7                        | 78,248               | 23.9                 | -                    | 후보자명단에 없음  | 후보자명단에 없음  | 후보자명단에 없음  | 후보자명단에 없음 | 후보자명단에 없음 | 후보자명단에 없음 | 327,365    | FL     |  |
| 조지아주            | 12       | 255,364                  | 87.1                     | 12                       | 36,942               | 12.6                 | -                    | 141                | 0.1                | -                  | 728               | 0.3               | -                 | 293,175    | GA     |  |
| 아이다호 주         | 4        | 125,683                  | 63.0                     | 4                        | 66,256               | 33.2                 | -                    | 7,678              | 3.9                | -                  | 후보자명단에 없음 | 후보자명단에 없음 | 후보자명단에 없음 | 199,617    | ID     |  |
| 일리노이주          | 29       | 2,282,999                | 57.7                     | 29                       | 1,570,393            | 39.7                 | -                    | 89,439             | 2.3                | -                  | 13,691            | 0.4               | -                 | 3,956,522  | IL     |  |
| 인디애나주          | 14       | 934,974                  | 56.6                     | 14                       | 691,570              | 41.9                 | -                    | 19,407             | 1.2                | -                  | 4,946             | 0.3               | -                 | 1,650,897  | IN     |  |
| 아이오와주          | 11       | 621,756                  | 54.4                     | 11                       | 487,977              | 42.7                 | -                    | 29,687             | 2.6                | -                  | 3,313             | 0.3               | -                 | 1,142,733  | IA     |  |
| 캔자스주            | 9        | 464,520                  | 53.7                     | 9                        | 397,727              | 46.0                 | -                    | 497                | 0.1                | -                  | 2,770             | 0.3               | -                 | 865,014    | KS     |  |
| 캔터키주            | 11       | 541,944                  | 58.5                     | 11                       | 369,702              | 39.9                 | -                    | 12,501             | 1.4                | -                  | 2,056             | 0.2               | -                 | 926,203    | KY     |  |
| 루이지애나주        | 10       | 292,894                  | 88.8                     | 10                       | 36,791               | 11.2                 | -                    | 후보자명단에 없음  | 후보자명단에 없음  | 후보자명단에 없음  | 93                | 0.0               | -                 | 329,778    | LA     |  |
| 메인 주             | 5        | 126,333                  | 41.5                     | -                        | 168,823              | 55.5                 | 5                    | 7,581              | 2.5                | -                  | 1,503             | 0.5               | -                 | 304,240    | ME     |  |
| 메릴랜드 주         | 8        | 389,612                  | 62.4                     | 8                        | 231,435              | 37.0                 | -                    | 후보자명단에 없음  | 후보자명단에 없음  | 후보자명단에 없음  | 3,849             | 0.6               | -                 | 624,896    | MD     |  |
| 매사추세츠주        | 17       | 942,716                  | 51.2                     | 17                       | 768,613              | 41.8                 | -                    | 118,639            | 6.5                | -                  | 10,389            | 0.6               | -                 | 1,840,357  | MA     |  |
| 미시간 주           | 19       | 1,016,794                | 56.3                     | 19                       | 699,733              | 38.8                 | -                    | 75,795             | 4.2                | -                  | 12,776            | 0.7               | -                 | 1,805,098  | MI     |  |
| 미네소타 주         | 11       | 698,811                  | 61.8                     | 11                       | 350,461              | 31.0                 | -                    | 74,296             | 6.6                | -                  | 6,407             | 0.6               | -                 | 1,129,975  | MN     |  |
| 미시시피 주         | 9        | 157,318                  | 97.1                     | 9                        | 4,443                | 2.7                  | -                    | 후보자명단에 없음  | 후보자명단에 없음  | 후보자명단에 없음  | 329               | 0.2               | -                 | 162,090    | MS     |  |
| 미주리 주           | 15       | 1,111,043                | 60.8                     | 15                       | 697,891              | 38.2                 | -                    | 14,630             | 0.8                | -                  | 5,071             | 0.3               | -                 | 1,828,635  | MO     |  |
| 몬태나 주           | 4        | 159,690                  | 69.3                     | 4                        | 63,598               | 27.6                 | -                    | 5,549              | 2.4                | -                  | 1,675             | 0.7               | -                 | 230,512    | MT     |  |
| 네브래스카 주       | 7        | 347,445                  | 57.1                     | 7                        | 247,731              | 40.7                 | -                    | 12,847             | 2.1                | -                  | 후보자명단에 없음 | 후보자명단에 없음 | 후보자명단에 없음 | 608,023    | NE     |  |
| 네바다 주           | 3        | 31,925                   | 72.8                     | 3                        | 11,923               | 27.2                 | -                    | 후보자명단에 없음  | 후보자명단에 없음  | 후보자명단에 없음  | 후보자명단에 없음 | 후보자명단에 없음 | 후보자명단에 없음 | 43,848     | NV     |  |
| 뉴햄프셔주          | 4        | 108,460                  | 49.7                     | 4                        | 104,642              | 48.0                 | -                    | 4,819              | 2.2                | -                  | 193               | 0.1               | -                 | 218,114    | NH     |  |
| 뉴저지 주           | 16       | 1,083,549                | 59.6                     | 16                       | 719,421              | 39.6                 | -                    | 9,405              | 0.5                | -                  | 6,752             | 0.4               | -                 | 1,819,127  | NJ     |  |
| 뉴멕시코 주         | 3        | 106,037                  | 62.7                     | 3                        | 61,727               | 36.5                 | -                    | 924                | 0.6                | -                  | 448               | 0.3               | -                 | 169,176    | NM     |  |
| 뉴욕주              | 47       | 3,293,222                | 58.9                     | 47                       | 2,180,670            | 39.0                 | -                    | 후보자명단에 없음  | 후보자명단에 없음  | 후보자명단에 없음  | 122,506           | 2.2               | -                 | 5,596,398  | NY     |  |
| 노스다코타 주       | 13       | 616,141                  | 73.4                     | 13                       | 223,283              | 26.6                 | -                    | 2                  | 0.0                | -                  | 38                | 0.0               | -                 | 839,464    | NC     |  |
| 노스다코타주        | 4        | 163,148                  | 59.6                     | 4                        | 72,751               | 26.6                 | -                    | 36,708             | 13.4               | -                  | 1,109             | 0.4               | -                 | 273,716    | ND     |  |
| 오하이오 주         | 26       | 1,747,140                | 58.0                     | 26                       | 1,127,855            | 37.4                 | -                    | 132,212            | 4.4                | -                  | 5,382             | 0.2               | -                 | 3,012,589  | OH     |  |
| 오클라호마 주       | 11       | 501,069                  | 66.8                     | 11                       | 245,122              | 32.7                 | -                    | 후보자명단에 없음  | 후보자명단에 없음  | 후보자명단에 없음  | 3,549             | 0.5               | -                 | 749,740    | OK     |  |
| 오리건 주           | 5        | 266,733                  | 64.4                     | 5                        | 122,706              | 29.6                 | -                    | 21,831             | 5.3                | -                  | 2,751             | 0.7               | -                 | 414,021    | OR     |  |
| 펜실베이니아 주     | 36       | 2,353,987                | 56.9                     | 36                       | 1,690,200            | 40.8                 | -                    | 67,468             | 1.6                | -                  | 26,771            | 0.7               | -                 | 4,138,426  | PA     |  |
| 로드아일랜드 주     | 4        | 165,238                  | 53.1                     | 4                        | 125,031              | 40.2                 | -                    | 19,569             | 6.3                | -                  | 1,340             | 0.4               | -                 | 311,178    | RI     |  |
| 사우스캘롤라이나 주 | 8        | 113,791                  | 98.6                     | 8                        | 1,646                | 1.4                  | -                    | 후보자명단에 없음  | 후보자명단에 없음  | 후보자명단에 없음  | 후보자명단에 없음 | 후보자명단에 없음 | 후보자명단에 없음 | 115,437    | SC     |  |
| 사우스다코타 주     | 4        | 160,137                  | 54.0                     | 4                        | 125,977              | 42.5                 | -                    | 10,338             | 3.5                | -                  | 후보자명단에 없음 | 후보자명단에 없음 | 후보자명단에 없음 | 296,472    | SD     |  |
| 테네시 주           | 11       | 328,083                  | 68.9                     | 11                       | 146,520              | 30.8                 | -                    | 296                | 0.1                | -                  | 1,639             | 0.3               | -                 | 476,538    | TN     |  |
| 텍사스주            | 23       | 734,485                  | 87.1                     | 23                       | 103,874              | 12.3                 | -                    | 3,281              | 0.4                | -                  | 1,842             | 0.2               | -                 | 843,482    | TX     |  |
| 유타주              | 4        | 150,246                  | 69.3                     | 4                        | 64,555               | 29.8                 | -                    | 1,121              | 0.5                | -                  | 755               | 0.4               | -                 | 216,677    | UT     |  |
| 버몬트 주           | 3        | 62,124                   | 43.2                     | -                        | 81,023               | 56.4                 | 3                    | 후보자명단에 없음  | 후보자명단에 없음  | 후보자명단에 없음  | 542               | 0.4               | -                 | 143,689    | VT     |  |
| 버지니아 주         | 11       | 234,980                  | 70.2                     | 11                       | 98,336               | 29.4                 | -                    | 233                | 0.1                | -                  | 1,041             | 0.3               | -                 | 334,590    | VA     |  |
| 워싱턴 주           | 8        | 459,579                  | 66.4                     | 8                        | 206,892              | 29.9                 | -                    | 17,463             | 2.5                | -                  | 8,404             | 1.2               | -                 | 692,338    | WA     |  |
| 웨스트버지니아      | 8        | 502,582                  | 60.6                     | 8                        | 325,358              | 39.2                 | -                    | 후보자명단에 없음  | 후보자명단에 없음  | 후보자명단에 없음  | 2,005             | 0.2               | -                 | 829,945    | WV     |  |
| 위스콘신주          | 12       | 802,984                  | 63.8                     | 12                       | 380,828              | 30.3                 | -                    | 60,297             | 4.8                | -                  | 14,451            | 1.1               | -                 | 1,258,560  | WI     |  |
| 와이오밍            | 3        | 62,624                   | 60.6                     | 3                        | 38,739               | 37.5                 | -                    | 1,653              | 1.6                | -                  | 366               | 0.4               | -                 | 103,382    | WY     |  |
| 총계:               | 531      | 27,752,648               | 60.8                     | 523                      | 16,681,862           | 36.5                 | 8                    | 892,378            | 2.0                | -                  | 320,811           | 0.7               | -                 | 45,647,699 |        |  |
| 필요수:             | 266      |                          |                          |                          |                      |                      |                      |                    |                    |                    |                   |                   |                   |            |        |  |

#### 접전 주（투표율차 10％미만）
파란 색이 민주당이 승리한 곳을 보여준다.
1. 뉴햄프셔주, 1.75%
2. 캔자스주, 7.72%

## 같이 보기
- 1936년 미국 하원의원 선거
- 1936년 미국 상원의원 선거
- 얼 브라우더
- 휴이 롱

## 참고 문헌
- Kristi Andersen, The Creation of a Democratic Majority: 1928-1936 (1979), statistical
- James McGregor Burns, Roosevelt: The Lion and the Fox (1956)
- Fadely, James Philip. "Editors, Whistle Stops, and Elephants: the Presidential Campaign of 1936 in Indiana." Indiana Magazine of History 1989 85(2): 101-137. Issn: 0019-6673
- William E. Leuchtenburg, "Election of 1936", in Arthur M. Schlesinger, Jr., ed., A History of American Presidential Elections vol 3 (1971), analysis and primary documents
- Donald McCoy, Landon of Kansas (1968)
- Arthur M. Schlesinger, Jr., The Politics of Upheaval (1960), online version